# سيسيل فوغت مونييه
سيسيل فوغت مونييه (27 مارس 1875 - 4 مايو 1962) هي طبيبة أعصاب فرنسية من إقليم سافوا العليا. اشتهرت مع زوجها أوسكار فوغت بدراساتهما المكثفة حول العمارة الخلوية للدماغ.

## حياتها المهنية

### التعليم والمهنة
حصلت فوغت مونييه على درجة الدكتوراه في الطب من باريس في عام 1900 ودرست على يد بيير ماري في مستشفى بيستر. شكلت النساء في ذلك الوقت ما لا يتجاوز 6% فقط من جميع الحاصلين على درجة الدكتوراه في الطب، على الرغم من مرور ثلاثين عامًا على قبول النساء لأول مرة في الدراسات الطبية. سمحت النتائج التي توصلت إليها فوغت مونييه بالتعاون مع زوجها حول عملية تكون الميالين بإعداد رسالة الدكتوراه الخاصة بها حول الأجهزة الليفية في القشرة الدماغية لدى القطط (Étude sur la myelination of hémishères cérébraux) بالإضافة إلى تمهيد الطريق أمام أبحاثهما في العمارة الخلوية. في برلين، حصلت فوغت مونييه على رخصتها لممارسة الطب في 16 يناير 1920. نظرًا إلى إنجازاتها العلمية وخبراتها الطبية، لم تضطر فوغت مونييه لاجتياز أي اختبارات أو الخضوع لسنة التدريب العملي.
على الرغم من إنجازات فوغت مونييه العديدة، بقيت مسيرتها المهنية والتقديرات التي نالتها في حدها الأدنى. لم تشغل فوغت مونييه أي منصب رسمي مدفوع الأجر حتى الفترة الممتدة بين عامي 1919 و1937، التي عملت خلالها كعالمة في جمعية القيصر فيلهلم لدعم العلوم. توافق المنصب الذي شغلته كرئيسة قسم مع صلاحيات المنصب الذي يشغله الأستاذ الاستثنائي. مع ذلك، عملت فوغت مونييه لمعظم حياتها دون أي أجر، إذ استمرت في الاعتماد على دخل زوجها.

### المساهمات البحثية
تركز اهتمام فوغت مونييه وزوجها بشكل رئيسي على تحديد المناطق المميزة من القشرة الجديدة وتوصيفها من خلال توظيف المعايير البنيوية والوظيفية على حد سواء. حاول الزوجان فوغت إيجاد تحديد دقيق لمناطق القشرة الدماغية المرتبطة بوظائف دماغية محددة. ساهم هذا بدوره في تشجيع عملهما التجريبي حول التحفيز الكهربائي للقشرة الدماغية لدى 150 قرد. من أجل تحقيق هذا المسعى، تعاون الزوجان مع كوربينيان برودمان بهدف تخطيط مناطق معينة من القشرة الدماغية والمهاد.
كنتيجة لأبحاثهما التعاونية، نشر الزوجان أول عمل لهما على هيئة أفرودة عن تكون الميالين في الجزء الأمامي من الدماغ لدى قطة. أدت نتائج الأفرودة إلى تشكيك الزوجين فوغت في مذهب طبيب الأعصاب الألماني بول فليكسيغ حول مراكز الارتباط. تابع الزوجان معًا الأبحاث المرضية العصبية المتقدمة، ونشرا أبحاثهما المتعلقة بكل من العمارة الخلوية والعمارة النخاعية في الجهاز العصبي المركزي بالإضافة إلى التشريح الوظيفي للعقد القاعدية.
في عام 1909، نشرت فوغت مونييه بحثًا بعنوان La myelocytoarchitecture du thalamus du cercopithèque (العمارة الخلوية للمهاد لدى سعادين الهجرس)، إذ أشارت فيه إلى تجاربها في تتبع الألياف الواردة إلى المجموعة النووية البطنية المهادية.
في عام 1911، أعادت فوغت مونييه اكتشاف ما يُعرف باسم «الحالة المرمرية» للجسم المخطط، التي تتميز بحركات التوائية بطيئة غير هادفة في الوجه واليدين بشكل رئيسي. وصف غابرييل أنطون هذه المتلازمة لأول مرة في عام 1896، لكن لم يلق بحثه قدرًا كبيرًا من الاهتمام، إذ ساهم تقرير فوغت مونييه في تسليط مزيد من الضوء عليه ليصبح في طليعة الأبحاث المهتمة بعلم أمراض العقد القاعدية. تابعت فوغت مونييه قيادة العمل البحثي الرائد في مجال التشريح العصبي للمهاد ونشرت بالتعاون مع هيرمان أوبينهيم النتائج التي خلصا إليها حول الشلل الوراثي والكنع المزدوج، إذ استطاعت فوغت مونييه تحديد المظهر المرقش للجسم المخطط.
في عام 1922، استطاع الزوجان فوغت تحديد مفهوم الاستئلاف المرضي من خلال أبحاثهما على الحشرات والقشرة الدماغية لدى الإنسان.
في يناير 1923، سافر الزوجان فوغت إلى موسكو للمشاركة في أول مؤتمر لعموم روسيا في طب الأعصاب. خلال وجودهما هناك، ألقى الزوجان محاضرة حول «العمارة المرضية والاستئلاف المرضي» وقدّما تقريرًا عن خبرتهما التي امتدت لخمسة وعشرين عامًا في دراسة بنى القشرة الدماغية.
بعد عام 1933، تصادم الزوجان فوغت مع النظام النازي بسبب اتصالاتهما الروسية ودفاعهما المستميت عن استقلاليتهما العلمية وعن الأفراد المتعاونين مهم، ما اضطر أوسكار للتقاعد من معهد أبحاث الدماغ الخاص بهما في برلين. مع ذلك، نجح الزوجان في مواصلة عملهما على نطاق أصغر في نويشتات.